# Braslovče
Braslovče é um município da Eslovênia. A sede do município fica na localidade de mesmo nome.